# 중국코끼리
중국코끼리(Elephas maximus rubridens)는 아시아코끼리의 아종으로, 중국 중부 및 남부 지방에서 서식하다 기원전 14세기 경 멸종한 것으로 추정된다. 중국코끼리의 최북단 서식지는 허난성 안양시 일대였다. 중국코끼리는 아시아코끼리의 다른 아종인 인도코끼리와는 구별되는 상아 구조를 갖고 있는데, 상나라와 주나라 시기에 중국코끼리의 상아 구조와 일치하는 청동 코끼리 조각들이 존재하는 것으로 보아, 당시까지 중국코끼리가 생존했을 것으로 보는 학계의 의견도 있다.

## 같이 보기
- 중국코뿔소